# Гянджа-Газахская равнина
Гянджа-Газахская равнина (азерб. Gəncə-Qazax düzənliyi) — равнина в Азербайджане, расположена между северо-восточными подножиями Малого Кавказа и рекой Курой.

## География
На северо-западе Гянджа-Газахская равнина сливается с Нижнекартлийской равниной, а на юго-востоке с Карабахской равниной. Высота равнины колеблется в пределах 100—550 м, равнина имеет наклон в направлении Куры. 
Равнина изрезана речными долинами и оврагами, имеются конусы выноса. 
Равнина сложена из песка, глины, суглинка и гравия антропогеновой системы. 

### Климат
На равнине преобладает климат умеренно тёплых полупустынь с сухой зимой и сухих степей. Средняя температура в январе от −3 до 3 °C, а в июле 20—27 °C. Годовое количество осадков составляет 200—400 мм. 

## Хозяйственное значение
На равнине выращиваются хлопок, пшеница, картофель, виноград и разные виды фруктов.